# 欢迎航空
欢迎航空（Welcome Air）的官方名称是“欢迎航空有限公司”（Welcome Air Luftfahrt GmbH & Co KG）是一家奥地利的航空公司。欢迎航空已经暂停了所有剩余的计划航线和欧洲境内包机业务，其总部设在因斯布鲁克。欢迎航空的母公司是蒂罗尔航空救援（Tyrol Air Ambulance）。